# Męskie Granie 2023
Męskie Granie 2023 – 14. edycja polskiego festiwalu muzycznego Męskie Granie, organizowanego przez agencję eventową Live i sponsorowanego przez firmę Żywiec. Złożyło się na nią 14 koncertów w 7 miastach Polski, odbytych od 16 czerwca do 26 sierpnia 2023. Hymn edycji, „Supermoce”, został nagrany przez supergrupę Męskie Granie Orkiestra 2023, w której skład weszli Igo, Mrozu i Vito Bambino. 24 listopada 2023 został wydany dokumentujący trasę album koncertowy Męskie Granie 2023.

## Organizacja
6 kwietnia 2023 organizatorzy festiwalu ogłosili, że w tym roku Męskie Granie obejmie 7 miast, a w każdym z nich odbędą się po dwa koncerty: piątkowy i sobotni. 25 kwietnia 2023 został ogłoszony szczegółowy rozkład wykonawców z podziałem na dwie sceny: Scenę Główną i mniejszą Scenę Ż. Organizatorzy ujawnili, że każdy festiwal piątkowy zostanie zwieńczony specjalnym koncertem Męskie Granie Przestawia z udziałem Nosowskiej i Króla, którego kierownikiem muzycznym będzie Michał „Fox” Król, zaś każdy festiwal sobotni – występem dorocznej Męskie Granie Orkiestry.
10 maja 2023 podczas wydarzenia w Warszawie został ujawniony skład Męskie Granie Orkiestry: Igo, Mrozu i Vito Bambino. Igo wszedł w skład supergrupy po raz trzeci (po edycjach w 2019 i 2020), Mrozu po raz pierwszy, zaś Vito Bambino po raz drugi (po 2021). Premiera nagranego przez nich singla promującego trasę, „Supermoce”, odbyła się 17 maja 2023.

## Męskie Granie Orkiestra 2023
Skład główny:
- Igo
- Mrozu
- Vito Bambino

Muzycy akompaniujący:
- Bartek Królik – kierownik muzyczny, wokal, bas
- Marek Piotrowski – instrumenty klawiszowe, multitrack
- Adam Bieranowski – instrumenty klawiszowe
- Jerzy Markuszewski – perkusja
- Bogusz Wekka – instrumenty perkusyjne
- Kacper Sędek – perkusja
- Artur „Boo-Boo” Twarowski – gitary
- Kuba „Piorun” Jaworski – gitary, instrumenty klawiszowe
- Michał Szafraniec – saksofon tenorowy, wokal wspierający
- Przemek Kostrzewa – trąbka, wokal wspierający
- Marcin Gańko – saksofon barytonowy, flet
- Ola Nowak – wokal wspierający
- Jusia Jarzębińska – wokal wspierający
- Martyna Szczepaniak – wokal wspierający
- Aleksandra „Udoo” Piśniak – wokal wspierający

### Lista wykonywanych utworów
Utwory wykonywane podczas koncertów Męskie Granie Orkiestry 2023:

1. „Nóż” (oryginalnie: Illusion)
2. „Wymyśliłem ciebie” (oryginalnie: Andrzej Zaucha)
3. „Party” (oryginalnie: Oddział Zamknięty)
4. „Jedwab” (oryginalnie: Róże Europy)
5. „Szał” (oryginalnie: Edyta Bartosiewicz)
6. „To nie ptak” (oryginalnie: Kayah i Goran Bregović)
7. „Mamona” (oryginalnie: Republika)
8. „Ruchome piaski” (oryginalnie: Varius Manx)
9. „Tolerancja (Na miły Bóg)” (oryginalnie: Stanisław Sojka)
10. „Jammin’” (oryginalnie: Łąki Łan)
11. „Pola Ar” (oryginalnie: Łąki Łan)
12. „Refren trochę jak Lana Del Rey” (oryginalnie: Quebonafide i maszaitsme)
13. „Polski” (oryginalnie: Human)
14. „Supermoce”

## Lista koncertów
Źródło:

| Data             | Miejscowość | Obiekt                         | Wykonawcy (Scena Główna) | Wykonawcy (Scena Ż)                                                                                             |
| ---------------- | ----------- | ------------------------------ | --- | --- |
| 16 czerwca 2023  | Szczecin    | Aeroklub Szczeciński           | Męskie Granie Przestawia: Nosowska i Król Krzysztof Zalewski Paktofonika Karaś/Rogucki Julia Pietrucha                                   | Sarsa Paluch i Słoń Rosalie. Oysterboy Paula Roma                                                               |
| 17 czerwca 2023  | Szczecin    | Aeroklub Szczeciński           | Męskie Granie Orkiestra 2023: Igo, Mrozu i Vito Bambino Brodka Vito Bambino Polska Muzyka ’83: Rubens Szczyl                             | Baasch Gibbs Daria ze Śląska LXS Verde                                                                          |
| 23 czerwca 2023  | Poznań      | Park Cytadela                  | Męskie Granie Przestawia: Nosowska i Król Krzysztof Zalewski Igo Kacperczyk Ofelia                                                       | Rysy Paulina Przybysz, Asthma i Miły ATZ Yann Aga Bigaj Chair                                                   |
| 24 czerwca 2023  | Poznań      | Park Cytadela                  | Męskie Granie Orkiestra 2023: Igo, Mrozu i Vito Bambino Mrozu Wodecki Twist: Kamil Pater Kaśka Sochacka Szczyl                           | Zamilska Trupa Trupa Łona, Andrzej Konieczny i Kacper Krupa: Taxi Miro Kępiński i Michał Kowalonek Julia Pośnik |
| 7 lipca 2023     | Warszawa    | Tor wyścigów konnych Służewiec | Męskie Granie Przestawia: Nosowska i Król Artur Rojek Polska Muzyka ’83: Rubens Kamil Hussein                                            | The Dumplings Tides From Nebula Dawid Tyszkowski Jann Nene Heroine i Kasia Lins                                 |
| 8 lipca 2023     | Warszawa    | Tor wyścigów konnych Służewiec | Męskie Granie Orkiestra 2023: Igo, Mrozu i Vito Bambino Igo Wodecki Twist: Kamil Pater Fisz Emade Tworzywo Julia Pietrucha               | Maciej Musiałowski Jacek Sienkiewicz Sarsa i Piotr Rogucki Błoto Aga Bigaj Lackluster                           |
| 21 lipca 2023    | Gdańsk      | Polsat Plus Arena              | Męskie Granie Przestawia: Nosowska i Król Mrozu ØNA: Ørganek Fisz Emade Tworzywo Rubens                                                  | Kuban Smolik i Kev Fox Rosalie. Bryska Jeżyk Krzyżyk                                                            |
| 22 lipca 2023    | Gdańsk      | Polsat Plus Arena              | Męskie Granie Orkiestra 2023: Igo, Mrozu i Vito Bambino Kayah i Goran Bregović Krzysztof Zalewski Igo Rat Kru i Kombii WaluśKraksaKryzys | The Dumplings Bartek Królik Jamal Asthma Dawid Tyszkowski Kiwi                                                  |
| 4 sierpnia 2023  | Kraków      | Muzeum Lotnictwa Polskiego     | Męskie Granie Przestawia: Nosowska i Król Mrozu Miuosh oraz Zespół Pieśni i Tańca „Śląsk” Kaśka Sochacka WaluśKraksaKryzys               | O.S.T.R. Adam Bałdych i Leszek Możdżer Daria ze Śląska Lordofon Dominika Płonka i Lowpass                       |
| 5 sierpnia 2023  | Kraków      | Muzeum Lotnictwa Polskiego     | Męskie Granie Orkiestra 2023: Igo, Mrozu i Vito Bambino Krzysztof Zalewski Vito Bambino Voo Voo Sorry Boys                               | Baasch Paulina Przybysz i Asthma Yann Arek Kłusowski Julia Rocka                                                |
| 11 sierpnia 2023 | Wrocław     | Pola Marsowe                   | Męskie Granie Przestawia: Nosowska i Król Vito Bambino Paktofonika Natalia Przybysz: Tribute to Kora Piotr Zioła                         | Zamilska Karaś/Rogucki Matylda/Łukasiewicz Jann Nita                                                            |
| 12 sierpnia 2023 | Wrocław     | Pola Marsowe                   | Męskie Granie Orkiestra 2023: Igo, Mrozu i Vito Bambino Daria Zawiałow Miuosh oraz Zespół Pieśni i Tańca „Śląsk” Igo Rubens              | Rysy Mery Spolsky Gibbs Paula Roma Jazxing                                                                      |
| 25 sierpnia 2023 | Żywiec      | Amfiteatr pod Grojcem          | Męskie Granie Przestawia: Nosowska i Król Brodka Maria Peszek Rat Kru i Kombii Kacperczyk Piotr Zioła                                    | The Dumplings Mery Spolsky Kuban Błoto Holden Faustyna Maciejczuk Potock                                        |
| 26 sierpnia 2023 | Żywiec      | Amfiteatr pod Grojcem          | Daria Zawiałow Mrozu Ralph Kaminski Paktofonika Beztrosko                                                                                | Maciej Musiałowski Kaśka Sochacka Dawid Tyszkowski LXS, Oskar83 i Sokół Nita                                    |

## Album
Album koncertowy Męskie Granie 2023 został wydany 24 listopada 2023 nakładem wytwórni Mystic Production. Równocześnie ukazały się wydania z dwoma płytami CD i dwoma winylami. Początkowo premiera była zapowiedziana na 17 listopada 2023, jednak została przełożona o tydzień. Pierwszy promujący go singel, „Party” w wykonaniu Męskie Granie Orkiestry 2023, został wydany 1 września 2023 w formatach cyfrowych (digital download i streaming). Drugi singel, „Tolerancja” z gościnnym udziałem Stanisława Sojki i Leszka Możdżera, został wydany 3 października 2023. Trzeci singel, „Miałem już nie tańczyć”, wykonywany przez Błażeja Króla i Nosowską w ramach projektu specjalnego Męskie Granie Przestawia, został wydany 10 listopada 2023.

### Lista utworów
Opracowano na podstawie poligrafii dołączonej do albumu i metadanych w serwisie Tidal.

| Płyta pierwsza (wykonanie: Męskie Granie Orkiestra 2023) | Płyta pierwsza (wykonanie: Męskie Granie Orkiestra 2023)   | Płyta pierwsza (wykonanie: Męskie Granie Orkiestra 2023)                                               | Płyta pierwsza (wykonanie: Męskie Granie Orkiestra 2023)                                               | Płyta pierwsza (wykonanie: Męskie Granie Orkiestra 2023) | Płyta pierwsza (wykonanie: Męskie Granie Orkiestra 2023) |
| Nr                                                       | Tytuł utworu                                               | Muzyka                                                                                                 | Tekst                                                                                                  | Oryginalny wykonawca                                     | Długość                                                  |
| -------------------------------------------------------- | ---------------------------------------------------------- | --- | --- | -------------------------------------------------------- | -------------------------------------------------------- |
| 1.                                                       | „Nóż”                                                      | Paweł Herbasch, Jerzy Rutkowski, Jarosław Śmigiel, Tomasz Lipnicki                                     | Tomasz Lipnicki                                                                                        | Illusion                                                 | 5:32                                                     |
| 2.                                                       | „Wymyśliłem ciebie”                                        | Jerzy Horwath                                                                                          | Adam Kawa, Vito Bambino                                                                                | Andrzej Zaucha                                           | 5:52                                                     |
| 3.                                                       | „Party”                                                    | Wojciech Pogorzelski                                                                                   | Krzysztof Jaryczewski                                                                                  | Oddział Zamknięty                                        | 5:09                                                     |
| 4.                                                       | „Szał”                                                     | Edyta Bartosiewicz                                                                                     | Edyta Bartosiewicz                                                                                     | Edyta Bartosiewicz                                       | 3:40                                                     |
| 5.                                                       | „To nie ptak”                                              | Goran Bregović, Zbigniew Krzywański, Grzegorz Ciechowski                                               | Iggy Pop, Kayah, Grzegorz Ciechowski                                                                   | Kayah i Goran Bregović                                   | 4:30                                                     |
| 6.                                                       | „Mamona”                                                   | Zbigniew Krzywański, Grzegorz Ciechowski                                                               | Grzegorz Ciechowski                                                                                    | Republika                                                | 3:31                                                     |
| 7.                                                       | „Ruchome piaski” (gościnnie: Daria Zawiałow)               | Robert Janson                                                                                          | Andrzej Ignatowski                                                                                     | Varius Manx                                              | 4:37                                                     |
| 8.                                                       | „Tolerancja” (gościnnie: Stanisław Sojka i Leszek Możdżer) | Stanisław Sojka, Leszek Możdżer                                                                        | Stanisław Sojka                                                                                        | Stanisław Sojka                                          | 6:53                                                     |
| 9.                                                       | „Jammin’”                                                  | Michał Chęć, Włodzimierz Dembowski, Jarosław Jóźwik, Piotr Koźbielski, Bartek Królik, Marek Piotrowski | Michał Chęć, Włodzimierz Dembowski, Jarosław Jóźwik, Piotr Koźbielski, Bartek Królik, Marek Piotrowski | Łąki Łan                                                 | 5:49                                                     |
| 10.                                                      | „Pola Ar”                                                  | Michał Chęć, Jarosław Jóźwik, Piotr Koźbielski, Bartek Królik, Marek Piotrowski                        | Włodzimierz Dembowski                                                                                  | Łąki Łan                                                 | 6:53                                                     |
| 11.                                                      | „Refren trochę jak Lana Del Rey”                           | Ka-Meal, SecretiveSuicide                                                                              | Quebonafide                                                                                            | Quebonafide, gościnnie: maszaitsme                       | 5:23                                                     |
| 12.                                                      | „Polski”                                                   | Krzysztof Patocki, Kostek Joriadis                                                                     | Kostek Joriadis                                                                                        | Human                                                    | 6:04                                                     |
| 13.                                                      | „Supermoce”                                                | Mrozu, Igo, Vito Bambino, Kuba Galiński                                                                | Mrozu, Igo, Vito Bambino, Kuba Galiński                                                                | Męskie Granie Orkiestra 2023                             | 6:00                                                     |
|                                                          |                                                            | | |                                                          | 1:09:53                                                  |

Uwagi
- „Wymyśliłem ciebie” zawiera dodatkowy, premierowy rapowany tekst w wykonaniu Vito Bambino.
- „To nie ptak” zawiera elementy utworu „Odchodząc” zespołu Republika (muzyka: Zbigniew Krzywański i Grzegorz Ciechowski, tekst: Grzegorz Ciechowski).
- „Tolerancja” zawiera dodatkową, premierową partię na pianinie w wykonaniu Leszka Możdżera.

| Płyta druga | Płyta druga                        | Płyta druga                                                            | Płyta druga                                                            | Płyta druga                         | Płyta druga |
| Nr          | Tytuł utworu                       | Wykonawcy                                                              | Muzyka                                                                 | Tekst                               | Długość     |
| ----------- | ---------------------------------- | ---------------------------------------------------------------------- | ---------------------------------------------------------------------- | ----------------------------------- | ----------- |
| 1.          | „Podpalmy to”                      | Vito Bambino                                                           | Olek Świerkot, Vito Bambino                                            | Vito Bambino                        | 4:06        |
| 2.          | „To też o tobie”                   | Igo, gościnnie: Natalia Szroeder                                       | Gypsy and the Acid Queen, Igo                                          | Igo                                 | 5:05        |
| 3.          | „Palę w oknie”                     | Mrozu, gościnnie: Daria Zawiałow                                       | Mrozu, DrySkull                                                        | Mrozu, Arkadiusz Sitarz             | 4:49        |
| 4.          | „Ledwie wczoraj”                   | Nosowska i Błażej Król (w ramach Męskie Granie Przestawia)             | Katarzyna Nosowska, Michał „Fox” Król                                  | Katarzyna Nosowska                  | 4:16        |
| 5.          | „Jestem Bogiem”                    | Paktofonika                                                            | Kipper                                                                 | Rahim, Fokus, Magik                 | 4:11        |
| 6.          | „Utrata”                           | Brodka                                                                 | Monika Brodka, 1988                                                    | Monika Brodka                       | 3:54        |
| 7.          | „Nad wszystko uśmiech twój”        | Kamil Pater (w ramach Wodecki Twist)                                   | Zbigniew Wodecki, Kamil Pater                                          | Zbigniew Książek                    | 5:27        |
| 8.          | „Tańcz”                            | Kaśka Sochacka                                                         | Kaśka Sochacka                                                         | Kaśka Sochacka                      | 4:23        |
| 9.          | „We Got No Love”                   | Ørganek                                                                | Robert Markiewicz, Tomasz Lewandowski, Adam Staszewski, Tomasz Organek | Tomasz Organek                      | 0:50        |
| 10.         | „Moje kochanie”                    | Sorry Boys, gościnnie: Sebastian Karpiel-Bułecka                       | Bela Komoszyńska, Marek Dziedzic                                       | Bela Komoszyńska                    | 4:25        |
| 11.         | „Miałem już nie tańczyć”           | Nosowska i Błażej Król (w ramach Męskie Granie Przestawia)             | Błażej Król, Michał Kush                                               | Błażej Król                         | 4:43        |
| 12.         | „Imperium”                         | Miuosh oraz Zespół Pieśni i Tańca „Śląsk”, gościnnie: Dawid Tyszkowski | Miuosh                                                                 | Miuosh                              | 6:00        |
| 13.         | „Bezpieczny lot”                   | Karaś/Rogucki                                                          | Kuba Karaś, Piotr Rogucki, Kamil Kryszak, Wiktoria Jakubowska          | Piotr Rogucki                       | 5:18        |
| 14.         | „Ta noc do innych jest niepodobna” | Natalia Przybysz                                                       | Marek Jackowski                                                        | Kora                                | 6:44        |
| 15.         | „Living on the Island”             | Julia Pietrucha                                                        | Julia Pietrucha                                                        | Julia Pietrucha                     | 5:42        |
| 16.         | „Pokolenie końca świata”           | Kacperczyk                                                             | Maciej Kacperczyk, Paweł Kacperczyk                                    | Maciej Kacperczyk, Paweł Kacperczyk | 2:49        |
| 17.         | „Kawałek dla Marcina P.”           | WaluśKraksaKryzys                                                      | WaluśKraksaKryzys, Bolesław Wilczek, Andrzej Markowski                 | WaluśKraksaKryzys                   | 3:48        |
|             |                                    |                                                                        |                                                                        |                                     | 1:16:30     |

### Pozycje na listach sprzedaży
| Notowanie                | Najwyższa pozycja | Źr.    |
| ------------------------ | ----------------- | ------ |
| OLiS                     | 1                 | [ 18 ] |
| OLiS – albumy fizycznie  | 1                 | [ 19 ] |
| OLiS – albumy w streamie | 22                | [ 20 ] |
| OLiS – albumy – winyle   | 2                 | [ 21 ] |

| Notowanie               | Najwyższa pozycja | Źr.    |
| ----------------------- | ----------------- | ------ |
| OLiS                    | 22                | [ 22 ] |
| OLiS – albumy fizycznie | 11                | [ 23 ] |
| OLiS – albumy – winyle  | 22                | [ 24 ] |

| Notowanie               | Najwyższa pozycja | Źr.    |
| ----------------------- | ----------------- | ------ |
| OLiS                    | 39                | [ 25 ] |
| OLiS – albumy fizycznie | 15                | [ 26 ] |
| OLiS – albumy – winyle  | 57                | [ 27 ] |

## Nagrody i nominacje
| Plebiscyt                  | Data                 | Kategoria                         | Nominacja                                  | Rezultat  | Źr.    |
| -------------------------- | -------------------- | --------------------------------- | ------------------------------------------ | --------- | ------ |
| PL Music Video Awards 2023 | 12 grudnia 2023(dts) | Pop                               | „Supermoce”                                | Nominacja | [ 28 ] |
| Bestsellery Empiku 2023    | 13 lutego 2024(dts)  | Muzyka: rock                      | Męskie Granie 2023                         | Nominacja | [ 29 ] |
| Bestsellery Empiku 2023    | 13 lutego 2024(dts)  | Artystka/artysta muzyczny         | Męskie Granie Orkiestra 2023               | Nominacja | [ 29 ] |
| Fryderyki 2024             | 22 marca 2024(dts)   | Zespół / projekt artystyczny roku | Męskie Granie Orkiestra 2023               | Nominacja | [ 30 ] |
| Fryderyki 2024             | 22 marca 2024(dts)   | Utwór roku                        | „Supermoce”                                | Nominacja | [ 30 ] |
| Fryderyki 2024             | 22 marca 2024(dts)   | Teledysk roku                     | „Supermoce” (reżyseria: Krzysztof Grajper) | Nominacja | [ 30 ] |